# 里小牧駅
里小牧駅（さとこまきえき）は、かつて愛知県葉栗郡木曽川町里小牧（現一宮市木曽川町里小牧）にあった、名古屋鉄道尾西線の駅。
尾西線の廃止区間（玉ノ井駅 - 木曽川港駅）に存在した駅である。

## 歴史
- 1922年（大正11年）8月1日 - 尾西鉄道により、玉ノ井駅・木曽川橋駅間に開業[1]。
- 1925年（大正14年）8月1日 - 買収により名古屋鉄道尾西線の駅となる。
- 1944年（昭和19年）3月21日 - 奥町駅・木曽川港駅間が不要不急路線に指定され休止。
- 1959年（昭和34年）11月25日 - 玉ノ井駅・木曽川港駅間の廃止により廃駅。

## 現在
- 駅跡は民有地となり、喫茶店の駐車場となっている。
- 駅跡は東海道本線木曽川駅の西、約1.5km付近である。